# 斯坦頓山
75°17′S 73°12′W / 75.283°S 73.200°W
斯坦頓山（英語：Stanton Hills），是南極洲的冰原島峰，位於帕爾默地，處於紐納山以西15公里，長22公里，海拔高度約1,300米，美國地質調查局根據測量和該國海軍的空中照片繪入地圖，現時由南極條約體系管理。